# Souvigny
 Souvigny  es una población y comuna francesa, situada en la región de Auvernia, departamento de Allier, en el distrito de Moulins y cantón de Souvigny.

## Demografía
| 2259 | 2212 | 2119 | 1929 | 2024 | 1952 |
| Para los censos de 1962 a 1999 la población legal corresponde a la población sin duplicidades (Fuente: INSEE [Consultar]) |      |      |      |      |      |

## MEDIA
YouTube
- Jean-Luc Perrot  Romance  l’Art du facteur d’orgues, Dom Bedos de Celles  orgel François-Henri Clicquot, Souvigny